# Cercasi successo disperatamente
Cercasi successo disperatamente è un film italiano del 1994 diretto da Ninì Grassia.

## Trama
Jessica s'innamora dell'uomo sbagliato, l'aspirante attore Al Mariotti, che l'abbandona non appena arriva al successo. Ma lei cerca di ricominciare, incontra per caso un eccentrico miliardario, sotto mentite spoglie: in realtà è il grande produttore cinematografico James Lorrimer. I due si sposeranno e la ragazza si vendicherà dell'ex fidanzato con uno schiaffo morale.

## Produzione
Il film, girato a New York, è interpretato nei due ruoli principali da due giovani attrici: Randi Ingerman e Lee Ann Beaman. Protagonista maschile è invece il già affermato David Carradine.